# NGC 2260
NGC 2260 je otvoreni skup  u zviježđu Jednorogu. 

## Vanjske poveznice
- SEDS: NGC 2260